# Calochortus nitidus
Calochortus nitidus är en liljeväxtart som beskrevs av David Douglas. Calochortus nitidus ingår i släktet Calochortus och familjen liljeväxter. Inga underarter finns listade.

## Bildgalleri

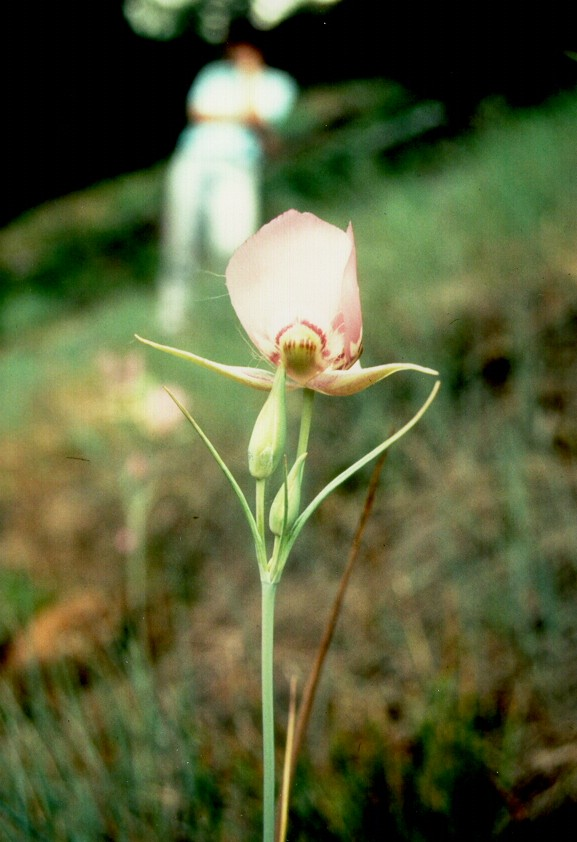